# Diplocephalus lusiscus
Diplocephalus lusiscus là một loài nhện trong họ Linyphiidae.
Loài này thuộc chi Diplocephalus. Diplocephalus lusiscus được Eugène Simon miêu tả năm 1872.